# 伊藤家住宅 (犬山市)
伊藤家住宅（いとうけじゅうたく）は、愛知県犬山市犬山東古券677にある町屋。主屋と蔵が登録有形文化財。

## 歴史

### 主屋の竣工
伊藤家は犬山城下で「ワタギン」（綿銀、綿屋銀三郎）の屋号で綿を扱っていた商家である。江戸時代末期に主屋や蔵が竣工した。明治時代に入ると呉服商となり、1904年（明治37年）に洋品店に転向した。

### 保存・活用
2005年（平成17年）2月9日、主屋と蔵が登録有形文化財に登録された。登録基準は「国土の歴史的景観に寄与しているもの」。なお、犬山市では同時に旧磯部家住宅の5件、小島家住宅の7件、遠藤家住宅の2件、眞野家住宅の4件も登録されている。
2010年（平成22年）3月には皮革製品の製造販売を行う犬山革工房が設立され、2011年（平成23年）2月には伊藤家の建物内に犬山革工房の店舗がオープンした。

## 建築
- 主屋

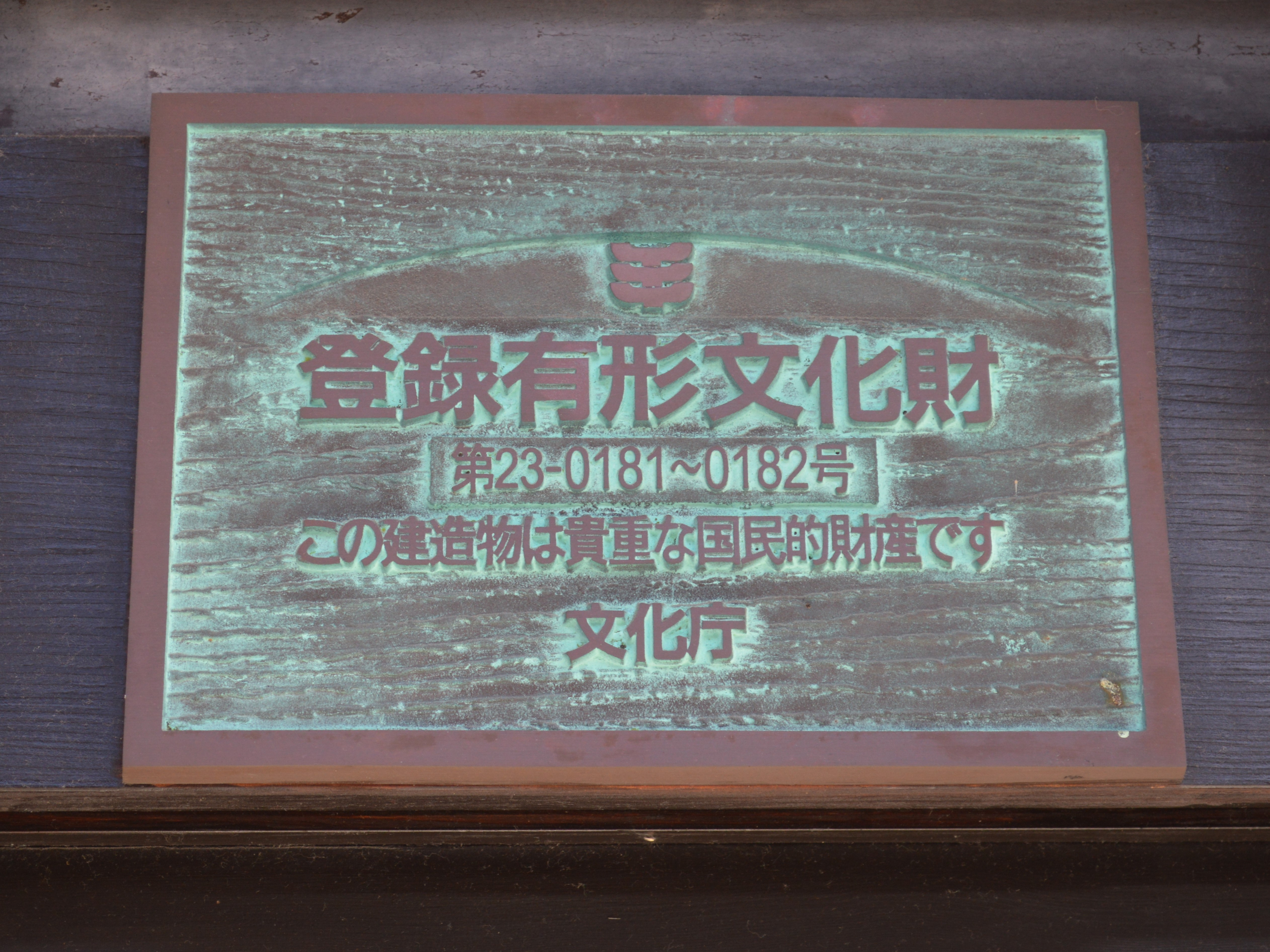
登録有形文化財プレート

  - 木造平屋建、切妻造、平入、桟瓦葺[1]。建築面積175平方メートル[1]。本町通りに西面して建つ[1]。犬山城下では比較的規模の大きな町屋である[1]。北側に通り庭が、南に2列の居室があり、その背後は北側に渡廊下が、南側に便所と渡廊下がある[1]。つし2階を有する[1]。
  - 江戸時代末期竣工[3]。2005年（平成17年）2月9日、登録有形文化財に登録された[1]。
- 蔵
  - 土蔵造2階建、切妻造、平入、桟瓦葺[2]。建築面積59平方メートル[2]。桁行4間半、梁間2間半[2]。敷地の最奥部に建つ[2]。
  - 江戸時代末期竣工[3]。2005年（平成17年）2月9日、登録有形文化財に登録された[2]。